# Hubert Czechowski
Hubert Czechowski (ur. 13 lipca 1900 w Królewcu, zm. 17 stycznia 1977 w Kraftisried) – warmiński duchowny rzymskokatolicki.

## Życiorys
Święcenia kapłańskie przyjął 19 lutego 1925 w katedrze we Fromborku z rąk biskupa warmińskiego Augustinusa Bludau. Pracował kolejno jako wikariusz w Lechowie (1925–1930), Olsztynie (1930–1933) i Lidzbarku Warmińskim (1934–1936). W 1936 został proboszczem w Rynie Reszelskim. Wielokrotnie narażał się władzom nazizm, m.in. w 1936 po wygłoszeniu kazania o konieczności dbania o akcenty religijne w życiu codziennym. Słowa proboszcza miejscowa ludność odczytała jako żądanie przywrócenia zdjętych krótko wcześniej krzyży w szkole, co wywołało konflikt z władzami. Po wybuchu II wojny światowej Czechowski był zatrzymywany i przesłuchiwany przez gestapo. Zarzucano mu kontaktowanie się z polskimi jeńcami i próby udzielania im posługi duszpasterskiej.
1 listopada 1941 został aresztowany i po miesięcznym pobycie w więzieniu w Olsztynie wywieziony do obozu koncentracyjnego w Dachau. W obozie przez pewien czas pracował z jeńcami radzieckimi, dzięki czemu poznał język rosyjski. Po wyzwoleniu pozostał w Niemczech. Pracował jako duszpasterz w Uttendorf i Jettingen. W 1951 na łamach „Ermländischer Hauskalender” opublikował wspomnienia z obozu koncentracyjnego.